# Molí de Ca l'Espona
El Molí de Ca l'Espona o Molí Gros és un edifici de Sant Joan de les Abadesses (Ripollès) inclòs a l'Inventari del Patrimoni Arquitectònic de Catalunya.

## Descripció
L'antic molí Gros o molí ca l'Espona és una construcció del segle xviii i fou remodelat el 1928, conservant l'estil popular, amb elements racionalista i noucentistes tardans en el seu interior. És construït aprofitant el desnivell del terreny de manera que el primer pis, pel cantó del riu i de la fàbrica, és planta baixa. En un extrem del primer pis té un pati cobert i a l'extrem oposat una petita torre amb terrat cobert. Sota el pati hi ha una gran arcada de pedra amb una porta de reixa de fusta. És construït amb pedra i pintat blanc menys els carreus de pedra picada de les cantonades i els que emmarquen les finestres. La porta principal és la de l'antic molí, clavetejada i amb un original pany, i es troba a la part més baixa de l'edifici.

## Història
Inicialment era el molí més gran del terme de Sant Joan de les Abadesses. Agafa l'aigua del riu Ter i el seu canal feia moure dues pedres que li permetien moldre molt més que els altres molins de la contrada. Amb la força del seu canal va començar a funcionar una fàbrica tèxtil, després el molí va treballar amb la força del canal gros que varen fer per la fàbrica i finalment a principis del segle xx va deixar de funcionar. Resta amb la seva fesomia original fins al 1929, quan l'arquitecte Duran i Reynals el remodelà amb el fi de condicionar-lo com habitatge. Degut a la seva situació va sofrir danys durant la Guerra Civil, restant la fàbrica cremada. Per altra banda, també fou objecte de l'aiguat dels anys quaranta del segle XX així com d'altres petites inundacions. Fou restaurat diverses vegades.